# الديمقراطية وحقوق الإنسان (كتاب)
الديمقراطية وحقوق الإنسان- كتاب للمفكر والفيلسوف المغربي محمد عابد الجابري. والكتاب يتناول العديد من المسائل، التي تثيرها قضية الديمقراطية وحقوق الإنسان في
الوطن العربي، ويفرد الكتاب أيضًا لمقارنات عديدة متعمقة بين القضايا التي تهم المواطن العربي في كل مكان، مثل المقارنة بين الديمقراطية والشورى، والمقارنة بين مفهوم الإنسان في الفكر المعاصر ومفهومه في القرآن، والمقارنة بين عالمية حقوق الإنسان في المرجعية الأوربية وعالميتها في المرجعية الإسلامية. وقد تم طباعة الكتاب أكثر من مرة 1997م، 2004م، 2015م، وكانت الطبعة الأولي من الكتاب في عام 1994م.

## عن الكتاب
يتناول الدكتور محمد عابد الجابري في هذا الكتاب مفهوم الديمقراطية وحقوق الإنسان في الوطن العربي، وذلك على ضوء التجارب والمحاولات التطبيقية على مستوى الدولة وعلى المستوى الشعبي، وقد احتلت هذه الدراسة أقسام الكتاب الأربعة، حيث تحدث الكاتب في القسم الأول عن الديمقراطية في الوطن العربي وكيفية فهمها، وفي القسم الثاني تناول الديمقراطية والواقع العربي الراهن، ثم خصص القسم الثالث لموضوع التأصيل الثقافي لحقوق الإنسان في الوعي العربي المعاصر، لينتقل في القسم الرابع للحديث عن وسائل تنمية الوعي بحقوق الإنسان في الإسلام. ويمكن رؤية محتوى الكتاب من من تقسيم مغاير، حيث ينقسم الكتاب إلى قسمين: الأول يتكلم عن الديمقراطية، والثاني يتناول حقوق الإنسان، وكل قسم منهما ينقسم بدوره إلى فصلين. وجاء تناول الجابري للديمقراطية من منطلق الواقع الذي عاشه هو في السابق، فكان طرحه في هذا الموضوع قديم لحد ما، ولن يفيد القاريء كثيرًا في حل قضايانا العصرية، فغالب القضايا التي تناولها الجابري في هذا القسم قد تم تجاوزها في الغالب، ولذلك جاء الموضوع مكررًا. وفيما يتعلق بتناوله لحقوق الإنسان، فهو أجمل ما في الكتاب، وخاصة ما جاء في القسم الثالث حينما تناول الجابري حقوق الإنسان من ناحية التأصيل الثقافي لها في الوعي العربي، فأبدع أيما إبداع في تحليل وتفسير هذا الموضوع كما عودنا الجابرى في مؤلفاته، بل حتى أن الجابرى قام بتناول موضوع (الشورى) في قسم الديمقراطية لكنه طرحه بشكل غريب وسطحى، لكنه عاد وبقوة ليطرح مثل هذه المرجعية الإسلامية بل وينتصر لها ويوضح أبعادها ويشرحها بشكل فنى غير مسبوق.. وهنا تجد روح الجابرى فعلا في كتاباته.
يعالج الجابري في كتابه واحدة من أبرز قضايا الجدل الفكري والنزاع السياسي في عالمنا المعاصر، حيث أن قضية الديمقراطية وحقوق الإنسان أضحت اليوم عنوانً فصيحًا لمرحلة من الصراع المضمر والعلني على حد سواء، ولم تعد مجرد إشكالية للحوار الثقافي، إذ تتفرع عنها وتندرج تحتها العديد من المعضلات المشكلة لبؤر أساسية في ذلك الصراع. وفي مراجعته لهذه القضية الساخنة في راهننا الثقافي والسياسي والاجتماعي ينطلق الجابري من مرحلة"الاستقلال العربي الأول" وظهور المشاريع السياسية والأفكار والمفاهيم النهضوية العربية خلال القرن العشرين "الثورة القومية، والتحرر، والحرية" ليعالج قضية الديمقراطية من خلال خيارات تحصيلها التي يحصرها ما بين الإزاحة أو التدرج، أي النزعة الانقلابية لاحلال الممارسة والنزوع نحو الانتقال التدريجي لها. ويلاحظ بشكل واضح أن الإيديولوجيا العربية المعاصرة وقفت موقفًا مضادًا من الديمقراطية، أو اتخذت حيالها موقفًا يتسم بنزعة الشك على أقل تقدير، ومن أجل هذا يعيد الجابري مراجعة هذا المفهوم في الثقافة العربية والتراث العربي عمومًا. وانطلاقة الجابري من مرحلة الاستقلال العربي، لا تحصر بحثه في هذا المحيط بالذات، وإنما تذهب به، وفقًا لمنهجه المعروف، نحو دراسة الأسس الفلسفية التي تكاد تبدو واحدة في عالمية حقوق الإنسان بين الثقافة الغربية والثقافة العربية الإسلامية في الوقت التي تترسخ فيه ظاهرتان في الخطاب الخاص بحقوق الإنسان. الظاهرة الأولى: تتعلق بتوظيف شعارات حقوق الإنسان في الخصومات العقائدية، والظاهرة الأخرى تنحو نحو ترسيخ ثقافة حقوق الإنسان وإعادة تكييفها مع الواقع العربي وخصوصية الثقافة العربية في هذا السياق، ليصل إلى أهمية تأصيل ثقافة حقوق الإنسان في تراث النظم الإسلامية، وإعادة التثقيف بها قبل دحضها أو رفضها بالمطلق. وإذ يناقش الحريات الأساسية في الاعلان العالمي لحقوق الإنسان، من خلال مقاربتها مع الثقافة العربية الإسلامية، يؤكد، إن ثقافة حقوق الإنسان وعالميتها لا تتناقضان كثيرًا، مثلما يناقش الشورى بوصفه حقًا للمحكومين على الحاكمين، وهي واجب على الحاكم. ومن خلال متابعة تطور مفهوم الإنسان ما بين الفكر الديني الأوربي المسيحي والعربي الإسلامي، من جهة، وما بين ما اقترحه الفكر الحديث من كينونة تكاملية للإنسان تقوم على تماثل الروح والجسد في المعيار والمنظور العاميين للإنسان، ليصل إلى أن التنمية البشرية وانصراف الدولة نحو المدنية، هي وحدها من تكفل الحقوق الأساسية للإنسان في منطقتنا.

اختار الجابري في كتابه، وأثناء معالجته لموضوع الديمقراطية عنوان "الديمقراطية والميلاد العسير" ليكون فاتحة لموضوعه، باعتبار الديمقراطية مطلبًا عربيًا وإسلاميًا لابد من النضال من أجل تحقيقه، ويقول في ذلك
"فالأُم التي ترغب في مولود يخرج من رحمها، محكوم عليها أن تتحمّل غثيان الوحم ووخزات الجنين وتقلّباته، وأيضاً كل ما يلزم من الحمية والحيطة، وما يتلو ذلك من عسر الوضع، وأحياناً، ولربما هذه حالنا، ما يتطلبه ذلك من عملية قيصرية… وإذن، فالديمقراطية في مجتمعاتنا العربية ليست قضية سهلة ـ ليست انتقالاً من مرحلة إلى مرحلة، بل هي ميلاد جديد ـ وبالتأكيد عسيرة"
ولا يتردد الجابري أن يضع عنوانًا أو فصلاً صارخًا يقول فيه: إن الديمقراطية هي الشرك في الحاكمية البشرية أولاً، وإذا سأل سائل لماذا الديمقراطية؟ فهو كمن يقول لماذا الحرية؟ ولماذا الخبز؟ ولماذا الهواء؟ ولماذا الماء؟ ويعلل ذلك قائلاً:
"إن الديمقراطية في جوهرها ليست شيئاً آخر غير الشرك في الحكم، لأن الإيمان بوحدانية الإله هو مجرد الأساس في عقيدتنا الدينية، وهذا ما يجب أن نحافظ عليه ولكن مع الإيمان بأن كلّ شيء بعد الله متعدّد ويجب أن يقوم على علّة التعدّد، في مقدمة ذلك الحاكمية البشرية التي يجب أن نسلب عنها سلباً قاطعاً باتّاً صفة الوحدانية"
ويرى الجابري أيضًا أن الديمقراطية يجب أن تستهدف تغيير الذهنية. ذهنية الإنسان العربي حتى يصبح قابلًا لممارسة الديمقراطية ممارسة حقيقية، بعد الإيمان بالتعدد طبعًا، أي التعدد الحزبي الذي يعتبره البديل عن الطوائف والأقليات والأثنيات، شريطة أن تحقق هذه التعددية نفسها بصورة إيجابية: أي أنها بديل للطائفية والقبلية والعشائرية.
الدكتور الجابري يؤصل في كتابه لإشكاليات وتحديات في السياق المجتمعي العربي تحول دون الوصول في أحيان كثيرة إلى المأمول على صعيد الديمقراطية وحقوق الإنسان. تحيات قد يشكل التفكر في مضامينها عاملاً مساعدًا في فهم الفجوة بين ما هو قائم وما ينبغي أن يكون، وفي هذا يشير الجابري إلى إحدى هذه الإشكاليات والمتمثلة في أنّه من الثوابت التي حكمت وما زالت تحكم علاقة الفكر العربي النهضوي بالفكر الأوروبي الحديث والمعاصر أنّ ما يظهر من أفكار ونظريات في أوروبا كنتيجة لمسلسل من التطور قد يمتد قرونًا إلى الوراء، يأخذه الفكر النهضوي العربي كمقدمة يبني عليها تطلعاته وطموحاته النهضوية، وبعبارة أخرى أنّ ما كان مشروطًا أو معلولًا يؤخذ هنا كشرط أو كعلة. ومن ذلك مسألة الديمقراطية وفهم أبعادها وتجلياتها وضرورة العمل على استنباتها في تربتنا؛ حتى تكون على صلة عضوية بمعطيات واقعنا، الشيء الذي من دونه لا يمكن أن تتحول إلى محرك للتغيير وعامل محفز للتجديد ومؤسسٍ للتقدم.

## محتويات الكتاب
ينقسم الكتاب إلى أربعة أقسام، بالإضافة إلى المقدمة. وبيان هذه الأقسام كالتالي:

### القسم الأول: الديمقراطية ووظيفتها التاريخية في الوطن العربي
- الديمقراطية كمطلب في الوطن العربي.
- الشورى غير، والديمقراطية غير.
- الديمقراطية.. الميلاد العسير.
- الديمقراطية.. الشرك في الحاكمية البشرية.
- الديمقراطية وحق طلب الكلمة.
- لا مخرج إلا بقيام كتلة تاريخية.

### القسم الثاني: الديمقراطية والواقع العربي الراهن
- مشكل الانتقال إلى الديمقراطية.
- ظروف موضوعية لفائدة الديمقراطية.
- الإيديولوجيا العربية المعاصرة وشكوكها حول الديمقراطية.
- تبديد الشكوك في الديمقراطية.
- الدولة التي تبتلع المجتمع.
- المجتمع المدني والنخبات في الوطن العربي.
- نخبات تخاف من الديمقراطية.
- الديمقراطية ضرورة.

### القسم الثالث: من أجل التأصيل الثقافي لحقوق الإنسان في الوعي العربي المعاصر
- حقوق الإنسان بين الخصوصية والعالمية.
- عالمية حقوق الإنسان في المرجعية الأوربية.
- عالمية حقوق الإنسان في المرجعية الإسلامية (العقل والفطرة).
- عالمية حقوق الإنسان في المرجعية الإسلامية (الميثاق- الشورى).
- فلسفة حقوق الإنسان.. والدين.
- حق الحرية شيء.. والردة شيء آخر.
- حقوق المرأة في الإسلام.

### القسم الرابع: من أجل تنمية الوعي بحقوق الإنسان في الإسلام
- مفهوم الإنسان في الفكر المعاصر.
- مفهوم الإنسان في القرآن.
- حق الحياة وحق التمتع بها.
- الحق في حرية الاعتقاد..وفي المعرفة والاختلاف.
- الشورى بين القرآن.. والتأويلات الظرفية.
- الحق في المساواة.. ومسألة التفضيل.
- مسألة الرق.. وحقوق المرأة.
- الحق في العدل بين قوة النص القرآني وتذبذب خطاب النصيحة.
- حقوق المستضعفين..حق الفقراء في أموال الأغنياء.
- الضمان الاجتماعي في الإسلام.. وضرورة التنمية.
- حقوق الله وحقوق الناس: تطبيق الشريعة.